# Хунзибци
Хунзибци (рус. Гунзибцы, енгл. Hunzibs) су нахско-дагестански народ који живи у сјеверним државама, а највећи број њих тренутно живи у Севернокавкаском федералном округу, у републици Дагестан, која је иначе највећа руска република на сјеверном Кавказу.

## Подручје и језик
Хунзибци су мали народ у Дагестану који је добио име по имену њиховог највећег села, Хунзиб. Хунзибски језик спада у дидојску подгрупу северозападне (аваро-андо-дидојске) групе дагестанских језика. Не постоји сагласност академика и истраживача о положају њиховог језика у дидојској групи језика. Е. Бокарев сматра да је то посебан језик, док Е. Ломтадзе сматра да је то само дијалект дидојског језика. Не постоје различити дијалекти унутар самог хунзибског језика, само мале разлике у изговору. У свакодневном животу Хунзибаца, матерњи језик се користи само у њиховим домовима, а у свим друштвеним ситуацијама и образовним сферама користи се аварски језик и руски језик. Хунзибци немају сопствени књижевни језик, па се због тога користе аварским језиком. Током свог развоја, кроз много вијекова, Хунзибци су били под утицајем многих народа. Самим тим, у рјечнику и свакодневном говору могу се примјетити многе туђице из турског, арапског, аварског и грузијског језика. Данас, све већи утицај има руски језик, посебно се то односи на политичке и техничке термине.
Административно, Хунзибци насељавају три села (Хунзиб, Гарбутљ и Нахада) у Цунтинском округу Дагестана. Неке породице Хунзибаца живе на равницама Дагестана и на подручју округа Кварели у Грузији. Најближи сусједи Хунзибаца на сјеверу, истоку и југу су Авари и на западу Бежтинци. Географски гледано, њихова села се налазе у планинском подручју са оштром климом, у горњим крајевима реке Аварски-Којсу.

## Становништво
Информације о Хинухцима као популацији су непотпуни и нејасни. Само попис из 1926. године забележио је Хинухце као припаднике посебног народа. У свим другим случајевима забиљежени су као Авари. Следећи подаци су подаци који су прикупљени из академске литературе и резултата истраживања многих академика и истраживача.
| Година | Број становништва  |
| ------ | ------------------ |
| 1926.  | 105                |
| 1958.  | 600 (Ј. Дешеријев) |
| 1967.  | 600 (Е. Бокарев)   |

Антрополошки, Хинухци су припадници кавкаског типа балканско-кавкаске расе, са неким видљивим карактеристикама каспијског типа.  Планински регион Дагестана чини границу између ова два антрополошка типа.

## Религија
Хунзибци су муслимани (сунити). Уз ислам, кога су у Дагестан у 8. вијеку донели Арапи, у 9. и 11. вијеку хришћанство је почело да се шири уз подршку владара Грузије и Кахетије. Војни поход који је водио Тимур (у 14. вијеку) помогао је у сузбијању ширења хришћанства и знатно учврстио ислам на овим просторима. До 17. вијека ислам је постао званична религија. До појаве ислама и хришћанства Хунзибци су били пагани који су практиковали своје обичаје. Елементи паганских обичаја преживјели су до данас.

## Култура и поријекло
Културни развој Хунзибаца је у великој мјери исти као и код осталих мањих аваро-андо-дидојских народа на простору Дагестана. Једини културни елемент који их разликује од других Андо-дидојских етничких група је њихов језик, док се све остале компоненте разликују само у детаљима. Међутим, примјетни су кахетски утицаји на културу Хунзибаца.
Поријекло Хунзибаца је годинама предмет академског спора и постоји неколико хипотеза о овом питању. Међутим, не постоји усаглашен одговор свих истраживача и академика о овом питању. Током педесетих и шездесетих година 20. вијека постојали су покушаји да се етничка разноликост Дагестана објасни кроз традиционалну теорију територијалне изолације. Међутим, у случају Андо-дидојских народа ово објашњење није убедљиво. М. Агларов је 1980. година сугерисао да је етничка разноликост овог региона резултат полиструктурног политичког система, који је због својих малих независних политичких јединица (слободне заједнице и удружене заједнице), стабилног друштва и фиксних граница фаворизовао лингвистичку фракционализацију.
Данас се у материјалној и интелектуалној култури Хунзибаца могу уочити значајне промјене. У педесетим и шездесетим годинама, европска урбана култура постаје широко распрострањена. Ово се прије свега манифестује у одјећи, кућним апаратима, зградама и промењеним навикама у исхрани. У одређеној мјери још увијек се поштују старе традиције и обичаји, али млади људи више нису везани за њих, у смислу обавезности. Совјетски начин живота, дуго наметан од стране централних власти, потиснуо је традиционални начин живота и културу овог народа. Напуштањем ендогамије која је некада била карактеристика овог друштва, број мјешовитих бракова се повећао. Такође је порасла и миграција у равнице и у веће индустријске центре.

## Историја
Територијом Хунзибаца углавном је владала Аварија (Серири). Према неким грузијским изворима, југозападни дио територије Дагестана, био је дио територије Кахетије у периоду од 10. до 13. вијека. Први записи о независној дидојској политичкој јединици, „слободној заједници”, која је само номинално зависила од Авара, датира из 17. вијека.
Историја Хунзибаца је слична аварској историји. Од 8. вијека ова област је била под владавином разних народа (Арапи, Монголи и Татари, Турци, Руси).
Период од 1917. до 1920. године је представљао веома буран период у Дагестану за све народе који су живјели на овим просторима, па тако и за Хунзибце. У то вријеме неколико нових покрета настало је на основу три главна идеолошка кретања: национализам, религиозност и бољшевизам. Прве двије идеолошке групе су удружиле снаге са циљем националног ослобођења, и као свој циљ истицале слободу од совјетске власти. Упркос ослободилачком рату у трајању од четири године, 1920. године у Дагестану је успостављена совјетска власт, а Аутономна Република Дагестан је инкорпорирана у Совјетску Русију. Једна од најважнијих војних сила Руског царства, била је била војска Дењикина, која је у мају 1918. године освојила велики број значајних центара  и побједила бољшевички Комитет у Петровску који је формиран је у децембру 1917. У периоду од 1918. до 1919. године Кавказ је нападнут од стране турске и енглеске војске. Националистичке трупе које су исцрпљене борбом против Дењикинове војске морале су се предати у прољеће 1920. године. Ипак, политичка напетост је опстала. У септембру 1920. године било је организовано још неколико устанка и један од центара незадовољства био је на територији народа Андо-дидојске групе народа. Међутим, као и прошли устанци и ратови, ови покушаји су заустављени. Наредни покрети отпора су организовани са појавом колективизације. Стабилност на овим просторима је постигнута је тек након Другог свјетског рата.

## Економија
Економија Хунзибаца је одређена, као и код њихових сусједа, њиховим окружењем. Изобиље пашњака, као и  недостатак обрадивог земљишта, значило је да је сезонско сточарство било најпрофитабилније занимање. Хинухци су углавном одгајали овце и, у мањој мери, говеда и коње који су служили као радна стока за обрађивање земље. Као и њихови суседи, за своје потребе, су узгајали пшеницу и раж, али због неплодне земље ти усјеви нису били довољни за читаву годину. Због тога су били приморани да набављају одређене културе од сусједних народа. Током вијекова, Андо-дидојски народи развили су добар систем економске сарадње.

### Период русификације
До промена у хунзибском друштву довеле су следеће активности совјетских власти:
- отуђивање људи од њиховог традиционалног начина размишљања и развоја и замјена бивших друштвених односа са новим системом вриједности;
- прислилна промјена у економском систему;
- елиминација ислама из друштва, уништавање џамија и прогон свештеника;
- образовање на страном језику (првих пет година на аварском језику, а након тога се прелази на руски језик);
- присилно усвајање европске цивилизације.[1]